# Zwei Männer und ein Baby
Zwei Männer und ein Baby ist eine deutsche Komödie aus dem Jahr 2004. Der Film ist von der Handlung her vergleichbar mit Drei Männer und ein Baby oder der US-Variante Drei Männer und eine kleine Lady. Maya Lauterbach spielt hier in ihrer ersten Rolle.

## Handlung
Die Architekten Max Stein und Kompagnon Ulli Mattuschke arbeiten gemeinsam in einem Büro in der Wohnung von Max. Während sie fieberhaft an einem Projekt arbeiten, taucht unvermittelt Ullis Schwester Lisa mit ihrem Baby Maya auf und zieht bei ihnen ein. Max ist davon gar nicht begeistert, im Laufe der Zeit aber ist ihm der ganze Trubel ganz recht. Da Lisa einen Job annimmt um Geld für eine eigene Wohnung zu verdienen, kümmert sich Max mehr und mehr um Maya und lernt dadurch auch viele Frauen kennen. Zusätzlich zieht für ein paar Tage sein Vater Franz bei ihm ein, angeblich weil er von seiner Freundin rausgeworfen wurde, in Wirklichkeit aber weil er sich mit seinem Sohn aussprechen möchte, da er selbst bald wieder Vater wird. Max und Lisa lernen sich besser kennen und verlieben sich ineinander.